# Quartell
Quartell – gmina w Hiszpanii, w prowincji Walencja, we wspólnocie autonomicznej Walencja, o powierzchni 3,18 km². W 2011 roku liczyła 1523 mieszkańców.